# Dornier Do 435
Die Dornier Do 435 war ein projektiertes Kampfflugzeug der Dornier-Werke. Gut belegt sind die Projektbezeichnungen des Herstellers. Über die offiziellen Bezeichnungen, insbesondere die Einordnung in die RLM-Typenliste existieren widersprüchliche Angaben. Daher werden die verschiedenen Projekte und Entwicklungsrichtungen in diesem Artikel zusammengefasst.

## Geschichte
Das bereits in seiner Grundauslegung sehr leistungsfähige Kampfflugzeug Dornier Do 335 wurde auf weitere Möglichkeiten zur Steigerung seiner Leistung untersucht. Grundentwurf der Do 335 war nach der Do P59 die Do P 231, deren Entwürfe Do P 231/1 und Do P 231/2 dann auch zur Serienversion Do 335 führten. Bereits zu Beginn des Jahres 1943 untersuchte Dornier im Entwurf Do P 231/3 aber auch die Verwendung eines Strahltriebwerks anstelle des hinteren Kolbenmotors (man beachte: Erstflug Do 335V1 am 26. Oktober 1943). Das vordere Triebwerk sollte ein Daimler-Benz DB 603 bleiben.
Im Mai 1943 entstand das Nachfolgeprojekt Do P 232 mit ähnlicher Auslegung, als Strahltriebwerk war das Jumo 004C vorgesehen. Der Mischantrieb versprach eine Ausnutzung der Vorteile beider Antriebsarten – Erreichung großer Flugstrecken beim Flug nur mit Kolbenmotor, hohe Geschwindigkeit bei Zuschaltung des Strahltriebwerks, kürzere Startstrecke durch hohe Anfangsleistung des Kolbenmotors, Gewichtsverminderung durch das leichtere Strahltriebwerk. Als Bewaffnung wurden anfangs zwei MG 151/20 über dem vorderen Motor projektiert, später kam noch eine MK-103-Motorkanone hinzu. Als Bombenlast waren 500 kg bis zu maximal 1000 kg vorgesehen. Der Lufteintritt für das Strahltriebwerk mit S-förmigem Einlauf sollte sich auf dem Rumpfrücken befinden und während des Einmotorenflugs durch eine federnde Klappe verschlossen werden.
Im Herbst 1943 wurde dem Reichsluftfahrtministerium ein Nachfolgemuster mit der Bezeichnung Do 435 vorgeschlagen.
Anmerkung: In einigen Quellen wird die Do P 232 als Do 435 bezeichnet. Dies ist aber widersprüchlich. Skizzen hierzu zeigen im Gegensatz zur Do P 232 zwei seitliche Lufteinläufe im hinteren Rumpfbereich.
Unter Beibehaltung des Tragwerks sollte für die Do 435 der Rumpf umkonstruiert werden. Er sollte gestreckt werden und der Führerraum zur besseren Rundumsicht eine tropfenförmige Haube erhalten. Der charakteristische hohe Rumpfrücken der Do 335 entfiel damit. Als Antrieb sollten zwei Jumo 222 mit gesamt über 4000 PS dienen. Konstruktiv befand sich die Do 435 in einem fortgeschrittenen Stadium. Als Musterflugzeug diente der Umbau der Do 335 V4. Im Herbst 1944 wurde die Entwicklung aber auf Anordnung des RLM eingestellt, da die Leistung der Do 335 als ausreichend eingestuft wurde.
Im Sommer 1944 forderte das RLM einen schnellen Fernaufklärer mit einer Reichweite von über 7500 km. Heinkel schlug nach seinen Erfahrungen mit der He 111Z eine ähnliche Lösung mit zwei kombinierten Do 335 vor. Begonnen als Entwurf He P 1075 wurde das Projekt offiziell als Dornier Do 635 bezeichnet. Auch Junkers beschäftigte sich mit einer ähnlichen Lösung, die als Junkers Ju 635 geführt wurde.
In der Nachtjägerentwicklung untersuchte man noch als Do P 256 den reinen Strahlantrieb. Zwei Heinkel HeS 011 sollten wie bei der Messerschmitt Me 262 unter den Tragflächen aufgehängt werden und das charakteristische Seitenleitwerk einem konventionellen Seitenleitwerk weichen. Als Bewaffnung waren vier MK 108 geplant, über eine zusätzliche Rückwärtsbewaffnung wurde nachgedacht.
Nach einigen Quellen soll es noch einen Entwurf Do P 254 gegeben haben. Dieser wurde in Do 535 umbenannt und im Oktober 1944 nach der Übergabe an die Heinkel-Werke in Heinkel He 535.
Anmerkung: Die große Ähnlichkeit zu den Angaben der Do P 232 ist einerseits plausibel, jedoch wurde in der Literatur auch sehr offensichtlich einiges zwischen Do P 232 und Do P 254 verwechselt. Insbesondere sind auch die Angaben zur Entwicklungsabfolge zwischen Dornier, Heinkel und Junkers gleich denen zur Do 635.
Die Do 535 soll als Allwetterjäger und schneller Aufklärer konzipiert worden sein. Das Grunddesign entstammte der Do 335 B mit einem zweiten Mann unter einer kleinen Glaskuppel im hinteren Rumpfabschnitt. Der hintere Motor DB 603 A-2 sollte durch ein Heinkel-HeS-011-Strahltriebwerk ersetzt werden. Damit ähnelte das Konzept der Do 535 noch sehr stark der Do 335 B. In der Rolle als Nachtjäger sollten Zusatztanks an den Unterseiten der Tragflächen angebracht werden, ein FuG-218-Radar sollte an den Tragflächen montiert werden, und die Höchstgeschwindigkeit sollte 822 km/h betragen. Die Bewaffnung bestand hier aus einer motorlaffetierten schweren 50-mm-Kanone MK 112, zwei Mg 151/20 mm in den Tragflächenansätzen, und zwei Mk 108 als „Schräge Musik“ im Rumpf. Nach anderen Quellen sollte die Bewaffnung aus zwei Mg 151/20 über dem Motor, einer Motorkanone Mk 108 und zwei Mk 108 als Schrägbewaffnung im Mittelrumpf bestehen. Die Geschwindigkeit wird hier mit 822 km/h in 7,5 km Höhe und 865 km/h in 11,2 km Höhe angegeben.

## Technische Daten
| Kenngröße       | Daten                                                     |
| --------------- | --------------------------------------------------------- |
| Länge           | 13,20 m                                                   |
| Spannweite      | 13,80 m                                                   |
| Höhe            | 5,00 m                                                    |
| Flügelfläche    | 38,50 m²                                                  |
| Flügelstreckung | 4,9                                                       |
| Bewaffnung      | 1 × MK 108, 2 × MG 151/20                                 |
| Antrieb         | ein Jumo 213J, 2.000 PS (1.471 kW), ein HeS 011, 1.300 kp |